# Tămășeu
Tămășeu è un comune della Romania di 1 946 abitanti, ubicato nel distretto di Bihor, nella regione storica della Transilvania.
Il comune è formato dall'unione di 3 villaggi: Parhida, Satu Nou, Tămășeu.